# Сеньково (Вязниковский район)
Сенько́во — посёлок при железнодорожной станции в составе Октябрьского сельского поселения в Вязниковском районе Владимирской области России. Этот населённый пункт состоит из одной улицы.

## География
Сеньково расположено около 3 километров по автодороге (юго-западнее) от Вязников, на железнодорожной линии Ковров — Нижний Новгород.

## История

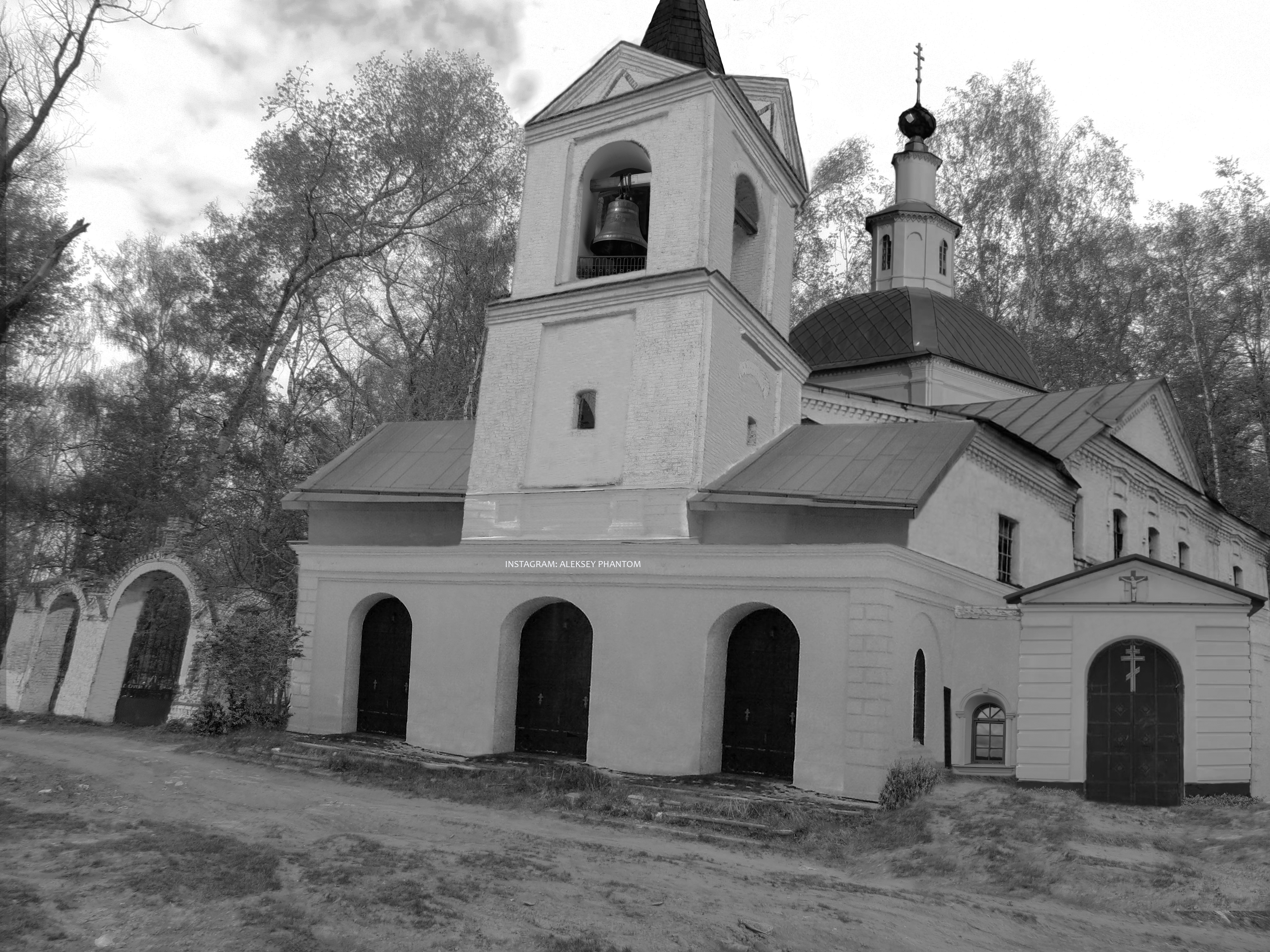
Как выглядела (примерно) церковь Иоанна Богослова в деревне Меркутино Вязниковского района Владимирской области.

В полукилометре от посёлка расположен погост Меркутино. По свидетельству патриарших окладных книг первая церковь в Меркутино построена в 1700 году и освящена в честь святого апостола Иоанна Богослова. В 1808 году вместо неё построен каменный двухэтажный храм.

## Достопримечательности
На погосте Меркутино находится полуразрушенная Церковь Иоанна Богослова 1809 года постройки.